# Cocconotus antioquiae
Cocconotus antioquiae är en insektsart som först beskrevs av Rehn, J.A.G. 1946.  Cocconotus antioquiae ingår i släktet Cocconotus och familjen vårtbitare. Inga underarter finns listade i Catalogue of Life.